# Kranichsberg (Naturschutzgebiet)
Der Kranichsberg ist ein vom Regierungspräsidium Karlsruhe am 21. April 1981 durch Verordnung ausgewiesenes Naturschutzgebiet auf dem Gebiet der Stadt Eberbach im Rhein-Neckar-Kreis.

## Lage und Beschreibung
Das Naturschutzgebiet Kranichsberg liegt am rechten, südwestexponierten Talhang des Neckars gegenüber der Ortschaft Rockenau. Es gehört zum Naturraum Sandstein-Odenwald. Das Naturschutzgebiet ist eingebettet in das Landschaftsschutzgebiet Neckartal II - Eberbach und ist Teil des FFH-Gebiets Odenwald Eberbach.
Es handelt sich um eine ca. 30 m hohe Sandstein-Wand eines ehemaligen Steinbruchs am ansonsten bewaldeten Talhang des Neckars. Die Wand wird vom Wanderfalken als Brutplatz genutzt. Der kompakte Fels weist nur wenige Spalten und Klüfte auf und ist daher zwar mit Flechten und Moosen, jedoch kaum mit höheren Pflanzen bewachsen. Sie wird von einem strukturreichen Waldbestand mit Traubeneichen und Hainbuchen umgeben. Unterhalb des Steilhangs verläuft die Neckartalbahn und die Bundesstraße 37.

## Schutzzweck
Der Schutzzweck ist laut Verordnung „die Erhaltung und nachhaltige Sicherung des Gebietes als Lebensraum von Pflanzen- und Tiergemeinschaften, insbesondere als Brut- und Rastplatz von bedrohten Vogelarten.“